# Brockville (circonscription ontarienne)
Pour les articles homonymes, voir Brockville.
Pour la circonscription fédérale, voir, voir Brockville (ancienne circonscription fédérale).
Circonscription électorale provinciale du Canada
Brockville (auparavant Brockville and Elizabethtown) est une ancienne circonscription provinciale de l'Ontario représentée à l'Assemblée législative de l'Ontario de 1867 à 1934.

## Historique
| Législature                       | Années                       | Député                       | Député                       | Parti                        |
| Brockville and Elizabethtown      | Brockville and Elizabethtown | Brockville and Elizabethtown | Brockville and Elizabethtown | Brockville and Elizabethtown |
| --------------------------------- | ---------------------------- | ---------------------------- | ---------------------------- | ---------------------------- |
| 1re                               | 1867-1871                    |                              | William Fitzsimmons          | Conservateur                 |
| 2e                                | 1871-1875                    |                              | William Fitzsimmons          | Conservateur                 |
| Brockville                        |                              |                              |                              |                              |
| 3e                                | 1875-1879                    |                              | Wilmot Howard Cole           | Libéral                      |
| 4e                                | 1879-1883                    | Christopher Finlay Fraser    |                              | Libéral                      |
| 5e                                | 1883-1886                    | Christopher Finlay Fraser    |                              | Libéral                      |
| 6e                                | 1886-1890                    | Christopher Finlay Fraser    |                              | Libéral                      |
| 7e                                | 1890-1894                    | Christopher Finlay Fraser    |                              | Libéral                      |
| 8e                                | 1894-1898                    | George Augustus Dana         |                              | Libéral                      |
| 9e                                | 1898-1902                    | George Perry Graham          |                              | Libéral                      |
| 10e                               | 1902-1905                    | George Perry Graham          |                              | Libéral                      |
| 11e                               | 1905-1907                    | George Perry Graham          |                              | Libéral                      |
| 11e                               | 1907-1908                    |                              | Albert Edward Donovan        | Conservateur                 |
| 12e                               | 1908-1911                    |                              | Albert Edward Donovan        | Conservateur                 |
| 13e                               | 1911-1914                    |                              | Albert Edward Donovan        | Conservateur                 |
| 14e                               | 1914-1919                    |                              | Albert Edward Donovan        | Conservateur                 |
| 15e                               | 1919-1923                    |                              | Donald McAlpine              | Libéral                      |
| 16e                               | 1923-1926                    |                              | Hezekiah Allan Clark         | Conservateur                 |
| 17e                               | 1926-1929                    |                              | Hezekiah Allan Clark         | Conservateur                 |
| 18e                               | 1929-1934                    |                              | Hezekiah Allan Clark         | Conservateur                 |
| Circonscription fusionnée à Leeds |                              |                              |                              |                              |